# 1604

## Esdeveniments
- 1 de juny: Un grup d'empresaris i d'influents homes de negocis van fundar la Companyia Britànica de les Índies Orientals, i la reina Elisabet I d'Anglaterra li va atorgar el permís exclusiu per comerciar amb les Índies Orientals. Al cap de dos anys ja s'havia construït la primera fàbrica a la badia de Bengala. Els negocis de la Companyia se centraven en el cotó, la seda, els tints i el te. Però els holandesos i els portuguesos també hi tenien interessos comercials a la zona i, per això, el rei Carles II va concedir a la Companyia el dret de capitanejar exèrcits i establir aliances.[1]
- 25 d'agost, Londres, Regne d'Anglaterra: Signatura del Tractat de Londres entre Anglaterra i el Regne d'Espanya que va posar fi a la Guerra anglo-espanyola de 1585-1604
- 1 de novembre, Londres, Anglaterra: Primera representació documentada d'Otel·lo obra de William Shakespeare.
- Publicació del primer diccionari anglès per ordre alfabètic[2]

## Naixements
- 12 d'agost, Japó: Tokugawa Iemitsu, 34è shogun
- Brussel·les: Daniel van Heil, pintor barroc flamenc actiu a Brussel·les entre 1627 i 1664.

## Necrològiques
- 11 de juny, Lió: Isabella Andreini, primera gran actriu italiana, que donà nom a l'arquetip de l'enamorada de la commedia dell'arte: Isabella (n. 1562).[3]
- 8 de novembre: Chiara Matraini, poeta del Renaixement.
- Ludovico Balbi, compositor i religiós venecià de finals del Renaixement italià.